# ヨシノサツキ
ヨシノ サツキ（1985年5月25日 – ）は、日本の漫画家。女性（短編集みしかかにて、女として生まれたからにはという記述がある）。長崎県五島市出身、在住。代表作は『ばらかもん』。

## 来歴
スクウェア・エニックス刊『月刊少年ガンガン』の月例マンガ賞新GIガンガン杯で2005年5月号・8月号と奨励賞を受賞し、『ガンガンパワード』2005年秋季号掲載の読み切り『ソルドソウル500』でデビュー。デビュー以前は少女漫画誌で活動していたという発言がある。
2006年の『ガンガンパワード』隔月刊化に際して、No.1より『聖剣伝説 PRINCESSofMANA』の連載を開始。以後も同作品の連載と並行して複数の読み切り作品を発表するが、その中で自身の出身地である五島列島を舞台にした『ガンガンパワード』2008年4月号掲載の読み切り『ばらかもん』の反響が大きく、10月号に続編が掲載された後にウェブコミック配信サイト『ガンガンONLINE』で連載が決定。2018年12月に完結。『ガンガンパワード』が2009年4月号を以て休刊したことに伴い、継続中であった『聖剣伝説 PRINCESSofMANA』も『ガンガンONLINE』に移籍し、同サイトで2作品を並行して連載することになった。『聖剣伝説 PRINCESSofMANA』は2010年5月27日更新分を以って連載終了。担当編集からの発言もあるが、アシスタントを使わないにもかかわらず、デビュー当初から一貫して異様なまでに筆の進みが早い。連載と並行して大量の読み切りを発表することもある。

## 作品リスト

### 書籍
- 聖剣伝説 PRINCESSofMANA（『ガンガンパワード』→『ガンガンONLINE』2009年4月[5] - 2010年5月27日、全5巻）
- みしかか! ヨシノサツキ短編集（全1巻）2010年10月22日発売 ISBN 978-4-7575-3028-7
  - 宝月謹製 10+（『月刊Gファンタジー』 2008年10月号）
  - ソルドソウル500（『ガンガンパワード』 2005年秋季号）
  - 野良猫弦造（『ガンガンパワード』 2006年冬季号）
  - 菅原男子ヒーロー部（『ガンガンパワード』 2005年春季号）
  - 道子の恋
  - パプリカ・ピーマン・トウガラシ（『月刊少年ガンガン』 2008年11月号）
  - 桜並木の武将
  - Clergy☆Punk
  - 卒業（描き下ろし）
- ばらかもん（『ガンガンパワード』2008年4月号、10月号、2009年4月号→『月刊少年ガンガン』2014年8月号[6] - 2019年1月号[7]、2023年5月号[8] - 2023年10月号[9]、『ガンガンONLINE』2009年2月21日 - 2019年1月10日、全19巻）
- はんだくん（『月刊少年ガンガン』2013年11月号[10] - 2016年10月号[11]、全7巻）
- ヨシノズイカラ（『月刊少年ガンガン』2019年1月号[7] - 2020年6月号、全3巻）
- 18 エイティーン（『月刊少年ガンガン』2020年9月号[12] - 2022年2月号[13]、全3巻、全19話）

### 単行本未収録
- 戦国居酒屋（『ガンガン戦-IXA-』 2010年冬の陣）

### その他
- 『妖狐×僕SS オフィシャルアンソロジー 妖狐×僕SS（ショートストーリーズ）』（2012年）[14]
- 『男子高校生の日常 アンソロジー』イラスト（2012年）[15]
- 『私がモテないのはどう考えてもお前らが悪い!』
  - アンソロジー『私がモテないのはどう考えてもお前らが悪い!』イラスト（2013年）[16]
  - テレビアニメ『私がモテないのはどう考えてもお前らが悪い!』（第2話エンドカードイラスト、2013年）
- 『月刊少女野崎くん アンソロジー』 イラスト[17]（2014年）
- 『おそ松さん 公式コミックアンソロジー〜スクエニセンバツ〜』イラスト（2016年）[18]